# پلاسمودیوم
پلاسمودیوم، توده‌ای سیتوپلاسمی است که تعداد زیادی هسته دارد. احتمالاً این توده‌ها تقسیم میتوز بدون سیتوکینز داشته‌اند. پلاسمودیوم نام یک سرده از آغازیان هاگ‌دار نیز می‌باشد و ازجمله معروف‌ترین هاگ‌داران انگلی است.
مالاریا که یکی از مهلک‌ترین بیماری‌های انسانی است، بوسیله چندین گونه از سردهٔ پلاسمودیوم، تولید می‌شود.
واژهٔ «پلاسمودیوم» دو معنا دارد: ۱. ممکن است به هاگ‌داران انگلی اشاره کند ۲. ممکن است به توده ای سیتوپلاسمی که تعداد زیادی هسته دارد اشاره کند؛ مثلاً کپک مخاطی پلاسمودیومی، که یک آغازی کپک مانند است نه هاگ‌دار.

## طبقه‌بندی
تاکنون بیش از ۱۰۰ گونهٔ تک‌یاخته در سردهٔ پلاسمودیوم شناخته شده که فقط ۴ گونه پلاسمودیوم در انسان ایجاد بیماری می‌کنند:
- پلاسمودیوم فالسیپاروم (انگلیسی:Plasmodium falciparum)که عامل تب سه‌یک بدخیم است.
- پلاسمودیوم ویواکس (انگلیسی:P.vivax)که عامل تب سه‌یک یا مالاریای ویواکس است.
- پلاسمودیوم مالاریه (انگلیسی:P.malariae)که عامل تب چهاریک است.
- پلاسمودیوم اوال (انگلیسی:P.oval)که عامل تب سه‌یک یا مالاریای اوال است. مالاریای اوال تا کنون در ایران دیده نشده‌است.

اگرچه این ۴ گونه بیماری مهمی را ایجاد می‌کنند اما بیماری ایجاد شده توسط پلاسمودیوم فالسیپاروم شدیدتر است و حتی گاهی منجر به مرگ می‌شود.